# Lytrophila sporocentra
Lytrophila sporocentra är en fjärilsart som beskrevs av Edward Meyrick 1923. Lytrophila sporocentra ingår i släktet Lytrophila och familjen säckspinnare. Inga underarter finns listade i Catalogue of Life.